# 広島市立八幡小学校
広島市立八幡小学校（ひろしましりつやはたしょうがっこう）は、広島県広島市佐伯区八幡二丁目にある公立小学校。

## 沿革
- 1876年（明治9年）10月 - 元保井田、中須賀、寺田の三か村が連合して中須賀村西田に西田学校を設立
- 1891年（明治24年）10月 - 八幡尋常小学校と改称
- 1917年（大正6年）3月 - 現在地に校舎を移転
- 1941年（昭和16年）4月 - 国民学校令により、八幡国民学校と改称
- 1947年（昭和22年）4月 - 学制改革により、八幡村立八幡小学校と改称
- 1955年（昭和30年）4月 - 五日市町立八幡小学校と改称
- 1985年（昭和60年）3月 - 広島市立八幡小学校と改称
- 1991年（平成3年）6月 - 事務室に冷房を設置
- 1991年（平成3年）8月 - 1棟2･3階、2棟1階トイレ明装工事。
- 1993年（平成5年）3月 - 消防設備整備工事、校地拡張工事竣工
- 1993年（平成5年）8月 - 西門設置
- 1995年（平成7年）5月 - 八幡児童館開館
- 1996年（平成8年）4月 - 正門に通用門を新設
- 1998年（平成10年）8月 - コンピューター教室を新設
- 1999年（平成11年）6月 - 運動場南側の防球フェンスを改修
- 2003年（平成15年）10月 - 校内LAN完成
- 2007年（平成19年）10月 - グランド整備工事完成。
- 2009年（平成21年） - 照明改修工事竣工

## 校区
- 広島市立城山中学校の校区[1]
  - 五日市町大字保井田、五日市町大字薬師ケ丘、五日市町大字八幡ケ丘、五日市町大字八幡ケ丘三丁目、五日市町大字寺田、八幡一丁目（五日市学区分を除く）、八幡二丁目～八幡五丁目、八幡が丘一丁目、八幡が丘二丁目、薬師が丘一丁目～薬師が丘四丁目、城山二丁目

## アクセス
学校前の広島県道41号五日市筒賀線沿いに広電バスの「八幡学校」バス停がある。
- 1-4号線 / 1-5号線：五日市駅北口 - 岡の下橋 - 八幡学校 - 三和中学入口 - 1-4彩が丘団地方面 / 1-5藤の木団地方面
- 1-9号線：五日市駅北口 - 岡の下橋 - 八幡学校 - 和田東 - （免許センター） - ジアウトレット広島方面 / 五月が丘方面 / 広島修道大学・大塚駅・市立大学前方面
- 4 湯来線：五日市駅南口 - 佐伯区役所前 - 楽々園 - 広島工大入口 - 岡の下橋 - 八幡学校 - 三和中学入口 - 湯来川角 - （杉並台） - 湯来ロッジ前
- 55-3 / 55-4 西広島バイパス線（市役所前・鈴が台経由）：広島バスセンター - 市役所前 - 古江 - 鈴が峰住宅 - 八幡学校 - 三和中学入口 - 55-3藤の木団地方面 / 55-4彩が丘団地方面